# 河珠熙
河珠熙（韓語：하주희，1982年9月18日—），韓國女演員。

## 演藝經歷
出道後的10多年間出演了許多電視劇，但一直和電影沒什麼緣分。在2015年上映的19禁愛情喜劇電影《戀愛的味道》中飾演第二女主角孟仁英，以破格的床戲成為話題。本人在採訪中表示，雖然感到負擔，但因為可以成為年輕貌美時的回憶，所以拍攝得很愉快，甚至這部電影的主演強藝元在製作發佈會時稱讚河珠熙的身材特別好。

## 演出作品

### 電視劇
- 2003年：SBS《千年之愛》
- 2004年：MBC《英雄時代》
- 2006年：KBS《偉大的遺產》飾演 陳如靜
- 2006年：MBC《靈魂伴侶》
- 2008年：SBS《水瓶座》飾演 明恩英
- 2008年：MBC《我人生的黃金期》
- 2010年：SBS《壞男人》飾演 崔慧珠
- 2012年：SBS《拜託了，機長》飾演 李珠麗
- 2012年：SBS Plus《Oh My God x2》
- 2013年：KBS《紅寶石戒指》飾演 徐珍敏
- 2015年：SBS《上流社會》飾演 詩妍
- 2015年：MBC《最佳戀人》
- 2016年：OCN《吸血鬼偵探》
- 2016年：MBC《給予幸福的人》飾演 白善熙
- 2018年：MBC《赤月青日》飾演 朴智慧

### 電影
- 2003年：《瘋狂初戀》飾演 智媛
- 2004年：《紅眼》飾演 廣告照片裡的女子（友情出演）
- 2015年：《戀愛的味道》飾演 孟仁英
- 2019年：《多重不倫》飾演 英熙
- 2020年：《熱血刑警》飾演 艾莉莎
- 2020年：《不良家族》飾演 老師（特別出演）

### MV
- 2002年：F-iv《Girl》
- 2003年：李鉉宇《Stay》
- 2003年：張妍珠《Something Special》
- 2004年：Flower《在這裡》
- 2007年：徐文卓《愛情阿，走吧》
- 2007年：Free Style《收取人不明》
- 2007年：Red Roc《Hello》
- 2011年：Free Style《星》

## 外部連結
- 河珠熙在NAVER上的资料
- 河珠熙在Daum上的资料